# Resolució 724 del Consell de Seguretat de les Nacions Unides
La Resolució 724 del Consell de Seguretat de les Nacions Unides, fou adoptada per unanimitat el 12 de desembre de 1991, després de reafirmar les resolucions 713 (1991) i 721 (1991) i observant un informe del Secretari General Javier Pérez de Cuéllar sobre la situació a la República Federal Socialista de Iugoslàvia, el Consell va acordar dur a terme propostes per a una operació de manteniment de pau a Iugoslàvia planejada i va decidir establir un comitè del Consell de Seguretat per considerar assumptes relacionats amb l'embargament d'armes al país.
Actuant sota el Capítol VII de la Carta de les Nacions Unides, el Consell va demanar a tots els Estats membres informar sobre les mesures que han pres per implementar un embargament general i complet sobre totes les armes i l'equipament militar de Iugoslàvia. També va decidir establir un comitè del Consell de Seguretat per examinar les mesures que els Estats membres han pres, incloses violacions de l'embargament i maneres de reforçar-lo, demanant a tots els Estats membres cooperar amb el comitè. Els poders del comitè serien estesos a altres àrees en resolucions subseqüents sobre la situació.
La resolució va encoratjar al Secretari General a prosseguir els esforços humanitaris a Iugoslàvia, en conjunt amb Estats membres i organitzacions internacionals per dirigir-se a les necessitats de la població civil.